# اتیوپلاست

انواع مختلف پلاست

اِتیوپلاست‌ها (به انگلیسی: Etioplast) پلاست‌هایی حدواسط هستند که از پروپلاست‌ها، توسعه یافته‌اند. این پلاست‌ها، برای مدت طولانی در معرض نور قرار نگرفته‌اند و به همین علت، تبدیل به کلروپلاست، نشده‌اند. آن‌ها معمولاً در گیاهان گلدار (آنژیواسپرم‌ها) که در تاریکی یا در نور بسیار کم، رشد کرده‌اند یافت می‌شوند. اگر یک گیاه چندین روز از نور دور باشد، کلروپلاست‌های معمولی آن در واقع به اتیوپلاست تبدیل می‌شوند. اتیوپلاست‌ها فاقد رنگدانه فعال هستند و از نظر علمی می‌توان آن‌ها را لوکوپلاست در نظر گرفت. تراکم و تعداد زیاد اتیوپلاست‌ها باعث می‌شود که برگ‌ها، بیشتر زرد به نظر برسند تا سبز.
این اندامک‌های گیاهی، حاوی مجموعه‌ای از غشاهای شبکه‌های نیمه‌کریستالی متقارن لوله‌ای موسوم به اجسام پرولاملار هستند که رنگدانه پیش‌ساز کلروفیل را حمل می‌کنند. اجسام پرولاملار اغلب (و فرض می‌شود همیشه) در الگوهای هندسی خاصی چیده شده‌اند.
اتیوپلاست‌ها، بلافاصله پس از قرار گرفتن در معرض نور، طی یک فرایند آنزیمی، از طریق تحریک سنتز کلروفیل توسط هورمون‌های گیاهی سیتوکینین و جیبرلین، به کلروپلاست تبدیل شده و ریزکیسه و گرانا به‌وجود می‌آیند.